# George Adalbert von Mülverstedt
Johann George Adalbert von Mülverstedt (né le 4 juillet 1825 à Neufahrwasser et mort le 29 septembre 1914 à Magdebourg) est un archiviste, historien, numismate et héraldiste prussien.

## Origine
Ses parents sont Johann Karl von Muelverstedt (né en 1765), lieutenant prussien et plus tard inspecteur de l'entrepôt de sel, et sa femme Maria Emilie Schütz (née en 1792), fille du conseiller de guerre et directeur provincial du sel Johann Friedrich Schütz et Louisa Helena Kunze. Ses grands-parents paternels sont Johann Georg von Muelverstedt et Maria Eleonora von Mackrodt.

## Biographie
Il étudie au lycée de Tilsit jusqu'en 1844 puis entreprend des études de philologie à l'université de Königsberg. Pour des raisons de santé, il doit les interrompre et commence des études de droit en 1847, qu'il termine en 1849.
En juin 1850, il commence à travailler comme auscultateur à la cour d'appel du tribunal de district de Königsberg et réussit deux ans plus tard l'examen d'assistant juridique. Pendant son temps libre, il s'occupe de l'histoire de la noblesse et utilise des documents d'archives des archives provinciales et plus tard de l'État à Königsberg. Il participe bientôt à l'organisation de ces archives et y créé une collection de données généalogiques sur les familles nobles, les archives nobles. De 1855 à 1857, il réorganise les archives des domaines de la Marche de Brandebourg à Berlin (archives des domaines provinciaux de Brandebourg) et présente une première publication l'année suivante. Son ouvrage intitulé "Die ältere Verfassung der Landstände der Mark Brandenburg, vornehmlich im 16. und 17. Jahrhundert » trouve une reconnaissance générale.
Le 1er avril 1857, il entre officiellement au service des archives de l'État et l'année suivante, il est nommé responsable des archives provinciales (plus tard archives d'État) de Magdebourg. Il occupe ce poste jusqu'à sa retraite en juin 1898. Au cours de son mandat, il publie de nombreux articles dans les revues d'associations historiques; De 1864 à 1906, il publie 37 articles (sans ajouts ni suppléments) dans les rapports annuels de la seule association de l'Altmark pour l'histoire nationale et l'industrie (de).

## Honneurs
Pour ses services, il reçoit, entre autres, l'ordre d'Albert l'Ours de 1re classe(1870), l'ordre de l'Aigle rouge de 3e classe (1896), l'ordre de la Couronne et l'ordre de la Maison de Lippe de 3e classe (1898).
En 1865, il est nommé conseiller aux archives et en 1877, conseiller privé aux archives. L'association de l'Altmark pour l'histoire nationale et l'industrie le nomme membre d'honneur en 1888.

## Œuvres (sélection)
- Ueber den Namen der Kirche Juditten. Vortrag in der Versammlung der Prussia am 1. Oct. 1853 gehalten. In: Preußische Provinzial-Blätter. Band 4, Königsberg 1853, S. 367–377.
- Fromme Stiftungen in Preußen. In: Neue Preußische Provinzial-Blätter. Band 10, Königsberg 1856, S. 1–23 und S. 125–152.
- Ursprung und Alter des Gräflich v. Lehndorffschen Geschlechts. Eine historisch-genealogische Abhandlung. In. Neue Preußische Provinzial-Blätter. Andere Folge, Band 9, Königsberg 1856, S. 1–30 und S. 89–110.
- Verzeichniß der Amtshauptleute, Erbamtshauptleute, Amtsmänner, Landrichter, Ober-Kstenherren, Kastenherren, Fischmeister, Jägermeister, Mühlmeister etc. in Preußen 1525–1806. In: Neue Preußische Provinzial-Blätter. Band 10, Königsberg 1856, S. 32–25 , S. 182–186, S. 364–370 und ?
- Die von Helffenstein in Preußen. In: Neue Preußische Provinzial-Blätter. Band 10, Königsberg 1856, S. 401–428.
- Die Namen Ermeland und Warmien. – Die Heidenburgen des Bartergaues. Heinrich von Sorbaum, Bischof von Ermeland. In Preußische Provinzial-Blätter, Jahrgang 1857 (= Neue preußische Provinzial-Blätter, Band XI), Königsberg 1857, S. 65–73, S. 179–198 und S. 283–296.
- Urkunden, Regesten zur Geschichte und Genealogie der Herren von Kotze, nebst einer Einleitung in die Familien-Geschichte, kurzen Übersicht derselben und des Familien-Grundbesitzes, Stamm-, Ahnen-, Wappen- und Siegel-Tafeln, auch einer Ansicht des Schlosses Germersleben im 17. Jahrhundert und einem Register. Baensch, Magdeburg 1866 Digitalisat.
- Magdeburgisches Münzkabinett des neuen Zeitalters, 1868.
- Wer durfte im Dom zu Magdeburg im Mittelalter begraben werden? Zugleich ein Beitrag zur Geschichte des Ministerialwesens im Erzstift Magdeburg, 1871.
- Über das Adelsgeschlecht Valie u. einige andere ritterliche Geschlechter in der Umgegend von Stendal. 1875 Digitalisat
- Der abgestorbene Adel der Provinz Sachsen, ausschließlich der Altmark. In: Siebmachers großes und allgemeines Wappenbuch, Bd. VI, Abteilung 6 (2 Bände), 1874.
- Der abgestorbene preußische Adel, der Provinz Preußen (Ost- und Westpreußen). In: Siebmachers großes Wappenbuch, Bd. VI, Abteilung 4, Nürnberg 1874.
- Der abgestorbene preußische Adel, der Provinz Preußen (Ost- und Westpreußen). (Ergänzungen). In: Siebmachers großes Wappenbuch, Bd. VII, Abteilung 3,a, Nürnberg 1900.
- Regesta Archiepiscopatus Magdeburgensis (3 Bände), 1876–1899 Digitalisat BSB.
- Codex Diplomaticus Alvenslebianus. Urkunden-Sammlung zur Geschichte des Geschlechts von Alvensleben und seiner Besitzungen (5 Bände), 1879–1900.
  - Band 1: Bis zum Jahr 1412. Magdeburg 1879 (Digitalisat).
- (Hrsg.) Regesta Stolbergica, Magdeburg 1885.
- Geschichtliche Nachrichten von dem altpreußischen Adelsgeschlecht von Ostau, Magdeburg 1886.
- Die brandenburgische Kriegsmacht unter dem Großen Kurfürsten. Quellenmäßige Darstellung aller einzelnen, in der Zeit von 1640 bis 1688 bestehenden kurbrandenburgischen Regimenter und sonstigen selbständigen Truppenkörper nebst Festungen, der Marine &c.; mit einer Beigabe bisher ungedruckter Urkunden, sowie von 127 Ranglisten und Musterrollen. Baensch, Magdeburg 1888 (Digitalisat).
- Ein verschollenes Adelsgeschlecht der Oberlausitz in Preußen; nebst einigen Gedanken über die Nationalität alter oberlausitzircher Adelsgeschlechter. 1891 (Digitalisat).
- Urkundenbuch zur Geschichte des altadeligen Geschlechts von Oppen. 2 Bände, Magdeburg 1893–1896.
  - Band 1: Von 1207 bis 1648. 1893 (Digitalisat).
  - Band 2: Von 1649 bis 1856 und Nachtrag von 1432 bis 1827. 1896 (Digitalisat).
- Urkundenbuch zur Geschichte und Genealogie des Geschlechts v. Kalckstein, Magdeburg 1906.
- Die Vasallen-Register und Tabellen der Hauptämter in Masuren. Zur Geschichte masurischer Ortschaften. In: Mitteilungen der literarischen Gesellschaft Masovia, Heft 11, Lötzen 1906.